# Majken Torkeli
Majken Torkeli, folkbokförd som Lilly Majken Hofmann, född 7 augusti 1916 i Vanstads församling i Skåne, död 7 juni 2013 i Oscars församling i Stockholm, var en svensk skådespelare, kompositör och författare. Hon var även verksam som dansös och pianist. Hon var gift med författaren Olle Strandberg från 1946 fram till hans död 1956 och med Viktor Hofmann från 1961 till hans bortgång 2001.

## Filmografi (urval)
- 1935 – Kärlek efter noter
- 1935 – Under falsk flagg
- 1938 – Fröken Julia jubilerar
- 1938 – Du gamla du fria
- 1939 – Kadettkamrater
- 1942 – Sexlingar
- 1943 – Elvira Madigan
- 1943 – Kungsgatan
- 1943 – Det brinner en eld
- 1950 – Frökens första barn
- 1953 – Gycklarnas afton
- 1954 – Ung man söker sällskap
- 1969 – Porträtt av en stad

## Teater (urval)
| År   | Roll                | Produktion                                                      | Regi                | Teater                      |
| ---- | ------------------- | --------------------------------------------------------------- | ------------------- | --------------------------- |
| 1942 |                     | Svart granit Sekel Nordenstrand                                 | Manne Grünberger    | Dramatikerstudion på Folkan |
| 1943 | Anitra              | Peer Gynt Henrik Ibsen                                          | Per Lindberg        | Riksteatern turné           |
| 1945 | Medverkande         | Galopperande hickan, revy Stig Bergendorff och Gösta Bernhard   | Gösta Terserus      | Casinoteatern               |
| 1946 | Medverkande         | Den ridderliga flugan, revy Stig Bergendorff och Gösta Bernhard | Gösta Terserus      | Casinoteatern               |
| 1948 |                     | Trygghetens hus Werner Aspenström                               | Sten Larsson        | Studiescenen                |
| 1951 | Beatrice Gwynne     | Å, en sån dag! Dodie Smith                                      | Gunnar Ekström      | Malmö Stadsteater           |
| 1951 | Estelle Hohengarten | Rosen (The Rose Tattoo) Tennessee Williams                      | Lars-Levi Læstadius | Malmö Stadsteater           |